# Femmes sous la Révolution française

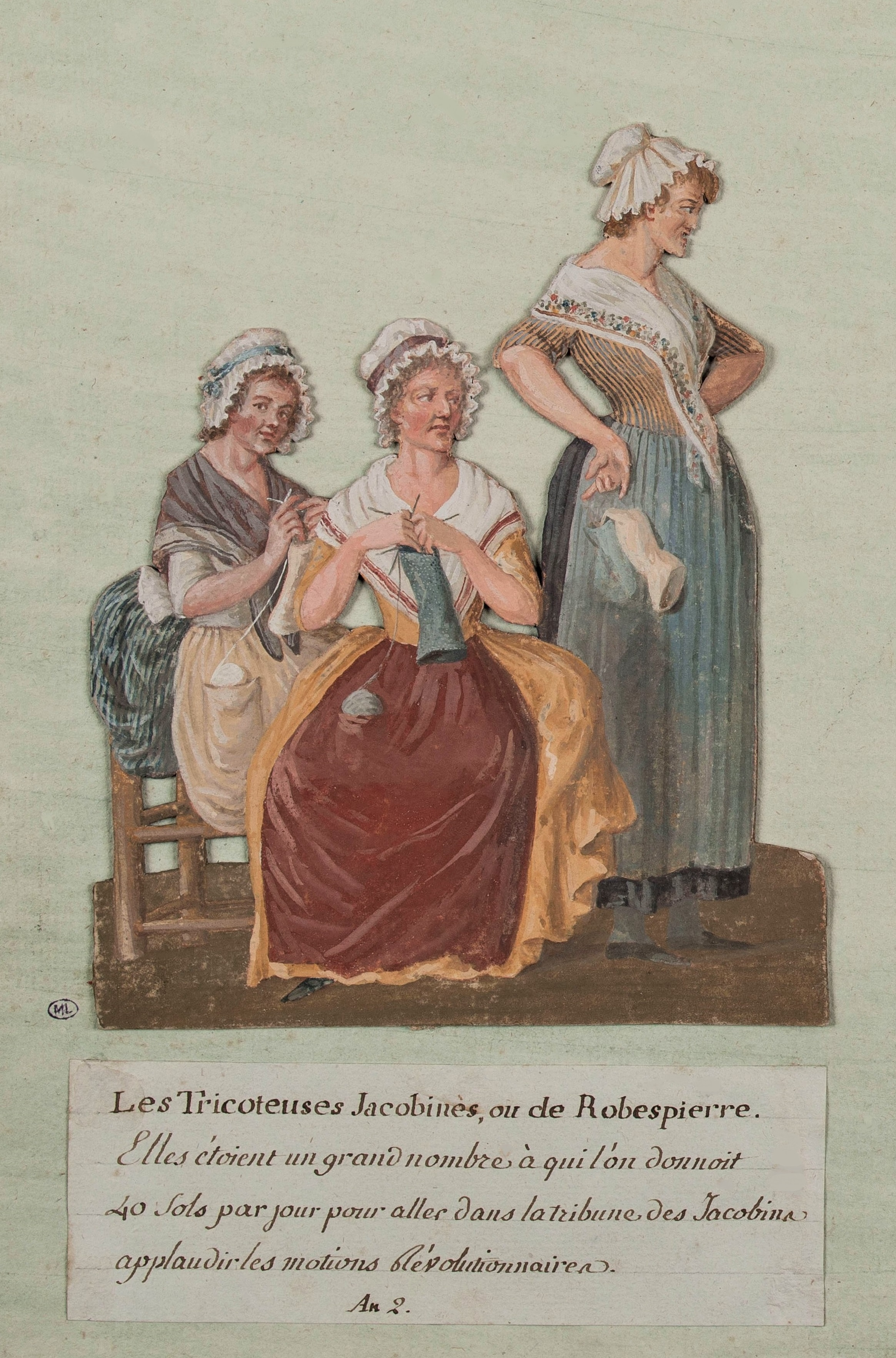
Les Tricoteuses jacobines, gouache de Jean-Baptiste Lesueur, 1793, musée Carnavalet.

Les femmes sous la Révolution française participent aux événements sociaux, politiques et philosophiques, bien que les philosophes des Lumières, qui appellent à un changement des mentalités, aient des positions souvent contradictoires sur la place des femmes. C'est donc bien souvent de leur propre initiative que des femmes participent aux journées révolutionnaires, à partir de la journée des Tuiles ou de l'affaire Réveillon, mais leur condition n'est pas abordée en 1789, lors de l’élaboration de la déclaration des  droits de l’homme et du citoyen par l’Assemblée constituante.
La constitution de septembre 1791 définit de façon identique l’accession à la majorité civile pour les hommes et les femmes, autorisant les femmes à témoigner, contracter librement des obligations ; la loi du 10 juin 1793 consacre leur droit de vote dès 21 ans dans les assemblées générales communales visant au partage entre tous et toutes des biens communaux.
Plusieurs associations sont créées comme la Société patriotique et de bienfaisance des Amies de la Vérité de 1791 à 1792, club fondé par Etta Palm d'Aelders, et le Club des Citoyennes Républicaines Révolutionnaires en 1793. Les Tricoteuses, des femmes du peuple, assistaient aux séances de la Convention nationale, des clubs populaires et du Tribunal révolutionnaire tout en tricotant. Des figures notables émergent comme Pauline Léon, Manon Roland ou Olympe de Gouges, qui publie la Déclaration des droits de la femme et de la citoyenne (1791), dans laquelle elle revendique que la femme soit libre et égale aux hommes en droits.
En 1792, le ci-devant royaume de France se dote d'un nouveau système politique et démocratique : la République française qui, pour les hommes citoyens, est porteuse de nouvelles libertés et d'égalité. Si les hommes bénéficient d'une grande avancée sur le plan de la représentation démocratique, les femmes, elles, restent des marginales du nouveau régime et sont exclues du droit de vote aux élections politiques.
En droit civil, la législation maintient le principe de l'autorité maritale mais, par la loi de septembre 1792 sur l’état civil et le divorce, établit une symétrie de droits entre hommes et femmes et remet en cause l'indissolubilité traditionnelle du mariage chrétien. Le droit des filles à l'enseignement primaire est reconnu mais rien n'est prévu pour leur accès à l'enseignement secondaire et supérieur.
Beaucoup de femmes refusent la déchristianisation révolutionnaire et se signalent par leur soutien au clergé réfractaire, ce qui les range dans le camp de la contre-révolution.

## Les femmes à la veille de la Révolution

### Une société divisée en trois ordres

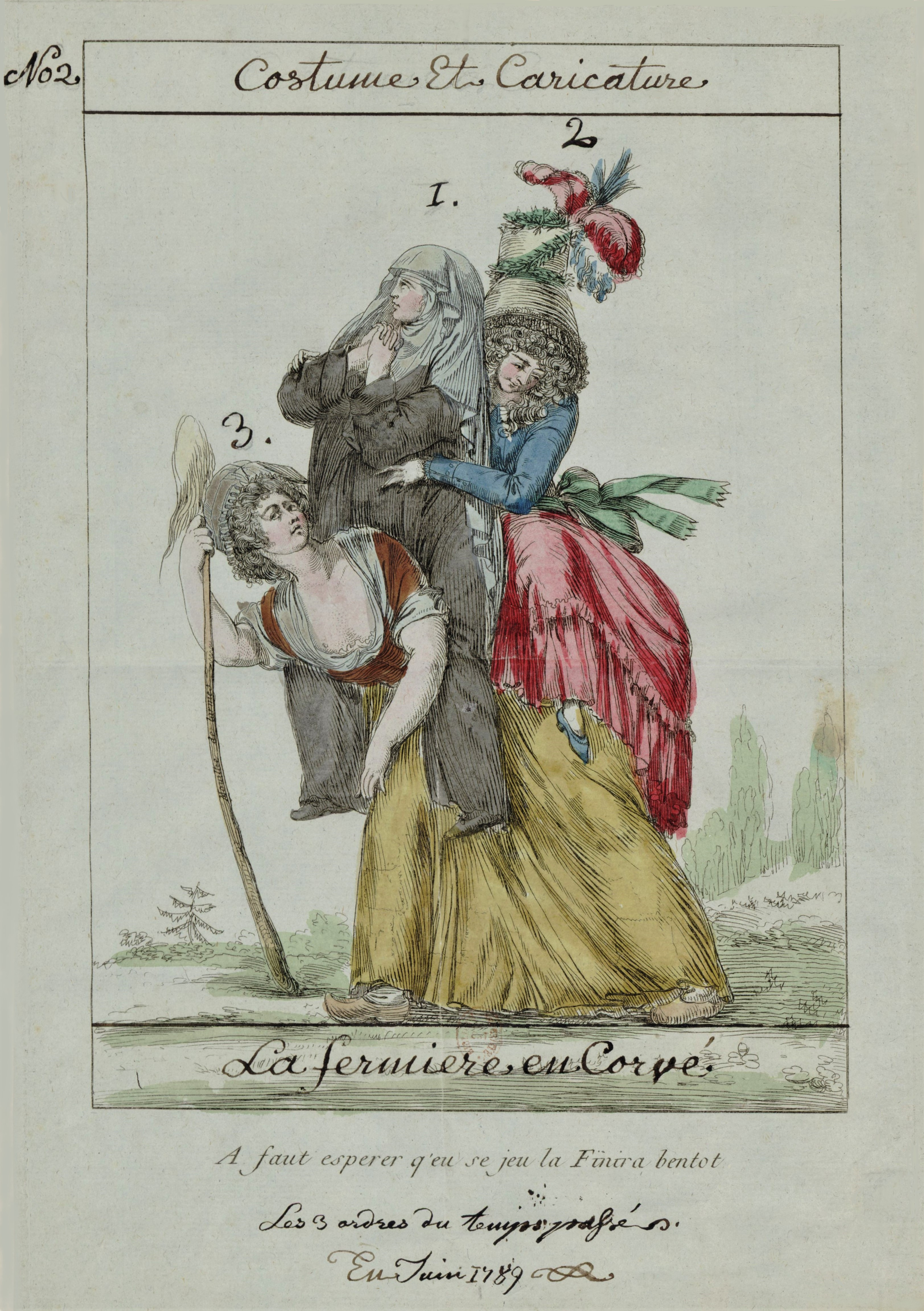
Femme du tiers-état portant la charge du clergé et de la noblesse (estampe anonyme 1789).

L'individu d'Ancien Régime appartient à un ordre Noblesse, Clergé, Tiers-État, cette structuration de la société fait qu'une femme noble ou religieuse est supérieure aux femmes comme aux hommes du tiers-état. Elle amène les femmes concernées à des logiques de privilèges qui relèguent au second plan la prise de conscience de la nécessaire amélioration de la condition féminine.
Les femmes de la Noblesse ont vu leur pouvoir politique décliner depuis la Renaissance, résultat entre autres d'une volonté royale de limiter le pouvoir des puissants de France.
Les femmes sont exclues de la prêtrise, mais le couvent reste pour les filles cadettes ou de petite noblesse une issue pour toutes les nobles à la dot insuffisante pour trouver un parti.
Les femmes du tiers état, lequel représente 98 % de la population, sont les plus nombreuses. Elles sont de conditions et de situation financières très diverses, même si le travail y est la norme. La bourgeoisie la plus aisée est sensible aux idées nouvelles et se rapproche sur ce point des nobles les plus libérales ; mais la grande majorité est tout à la fois l’assistante du mari dans son commerce ou son artisanat et le pivot de la cellule familiale. Elles restent très majoritairement à l'écart des  questions politiques et sociales. Les femmes du peuple assument un rôle d'épouse, de mère et de travailleuse. A Paris, les blanchisseuses ou les dames de la Halle formeront le gros des bataillons des sans-culottes. Majoritairement chargées de subvenir aux besoins de la famille, elles seront très sensibles aux crises frumentaires, et les révoltes contre ces crises portent en germe des revendications  politiques.
Les femmes ne sont pas éligibles mais les femmes nobles, les communautés de religieuses propriétaires d'un fief votent pour la désignation des députés aux états généraux, le droit de vote étant attaché à la propriété et non à la personne ou au sexe. En l'absence de précision dans les textes régissant la participation aux assemblées de paroisse des femmes du tiers état, la participation des femmes chefs de famille, veuves et célibataires est variable selon les régions. Il en est de même pour les cahiers de doléances. Plusieurs de ceux par corporations témoignent pourtant de l'influence des veuves de maîtres-ouvriers, en demandant la suppression des droits qu'elles doivent payer au décès de leur mari à la suite de la déclaration royale du 18 août 1777. Du côté des 134 cahiers restants de la noblesse, il n'est pas fait mention de revendications propres à améliorer le statut des femmes, hormis 3 qui demandent d'adoucir le statut des « filles-mères », et 23 qui réclament l'établissement de chirurgiens et sages-femmes expérimentées. À l'inverse, 22 demandent le maintien de la loi salique,. Des revendications, résultant des avancées du siècle des lumières, circulent toutefois à travers les provinces. L'une d'entre elles, signée par Antoine Rigobert de Mopinot de la Chapotte (qu'on a curieusement confondu avec une Madame de Coicy qui a été considérée à tort comme l'autrice de certains ouvrages et opuscules), intitulée « Sa demande des femmes aux États généraux, par l’auteur des femmes comme il convient de les voir », reprend en 15 pages un ouvrage en deux tomes paru en 1785 anonymement. Se focalisant sur l'obtention des ordres de chevalerie pour les femmes , le texte indique en en-tête « Les femmes forment la moitié de l’espèce humaine qui habite le territoire de la France. Depuis des siècles, elles ne sont rien dans la Nation française et elles ne peuvent avoir quelque influence dans les affaires que par des moyens secrets de ruse et de séduction qui très souvent, il faut l’avouer, leur réussissent ». D'autres textes militent pour l'admission des femmes aux États généraux, tel celui d'une anonyme B***B*** en pays de Caux, dont l'appel « Et vous, citoyennes de provinces régies par des coutumes aussi injustes et aussi ridicules » est repris l'année suivante, en 1790, par une veuve dans son Cahier de doléances et réclamations des femmes du Département de la Charente, témoignant de cette circulation des idées.

### Une sexuation croissante des rôles
Les philosophes des Lumières, qui appellent à un changement des mentalités, ont des positions souvent contradictoires sur la place des femmes. Jean-Jacques Rousseau et la majorité des philosophes du XVIIIe siècle restent attachées à l'inégalité traditionnelle ou ont sur le sujet une position ambigüe malgré les positions avancées de ceux, comme Diderot ou Montesquieu, qui rejettent l'infériorité naturelle de la femme. De nombreux philosophes, médecins, écrivains ont croisé leurs approches pour décrire ce qu'ils considèrent être la féminité, et font ressortir ce qu'ils considèrent être la nature des femmes et leur « constitution délicate », « tendresse excessive », « raison limitée » et « nerfs fragiles».
À la veille de la Révolution, la situation des femmes s'est fortement détériorée par rapport aux siècles précédents. Sous la houlette des juristes, les XVIe et XVIIe siècles ont vu renaître la notion de puissance maritale, empruntée au droit romain, et de plus en plus les femmes sont ramenées au statut de mineures incapables de gérer leurs biens. Dans le même temps, malgré l'immense disparité des normes régionales en matière de règles d'héritages et statut matrimonial, « les contraintes démographiques qui pèsent lourdement sur les Français multiplient les situations où les femmes se retrouvent de fait gérant ou possédant des biens ». Cet écart entre réalité et discours sur un « ordre idéal masculin » est potentiellement générateur de conflits et de violences.
Très largement les hommes ne considèrent pas les femmes de 1789 comme leurs égales.

## Les femmes et la politique

### Insurgées et émeutières

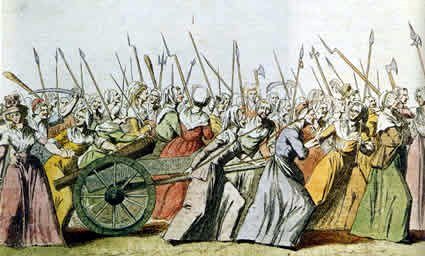
Gravure représentant les femmes marchant sur Versailles, le 5 octobre 1789.

Les manifestations de femmes pendant la Révolution sont d'abord le prolongement de leur rôle traditionnel dans les crises de subsistance sous l'Ancien Régime : alarmées par la cherté des grains, la menace de disette et le refus de l'exportation des grains vers l'étranger ou même d'autres provinces, elles s'attroupent, seules ou aux côtés des hommes, sur les marchés et les lieux d'embarquement, s'en prennent aux commerçants et aux fonctionnaires royaux et imposent parfois la distribution du grain gratuitement ou à prix réduit. Ces troubles se multiplient avec la mauvaise récolte de 1788.
Pendant la Révolution, une majorité des femmes participe massivement aux actions collectives en se situant à l'égal des hommes, sans mettre en avant de revendications propres à leur statut, pensant que la priorité est à l'établissement d'un ordre social nouveau qui devrait résoudre leurs problèmes spécifiques en même temps que les autres. D'autres, moins nombreuses, et soutenues par quelques hommes, mettent en avant une réflexion sur les inégalités de statut, idée défendue avant elles par Christine de Pizan dans sa Cité des dames. La rencontre entre ces deux courants amène un foisonnement des initiatives, et progressivement la mise en place d'organisations purement féminines. Mais si la participation des femmes aux actions révolutionnaires est initialement bien accueillie, voire encouragée par les dirigeants (Convention, Assemblée nationale), la situation s'inverse rapidement, et un coup d'arrêt est marqué en 1793 avec l'interdiction des clubs de femmes et de leur simple droit à manifester.
Les femmes vont marquer leur présence et l'importance de leur rôle dès 1788. À Grenoble, lors de la journée des Tuiles le 7 juin, la population prend les armes pour empêcher le départ des parlementaires souhaité par le Roi et repousse les régiments royaux qui occupent la ville. Les témoins sont alors étonnés de l'énergie qu'elles déploient, de la détermination dont elles font preuve. Elles immobilisent les voitures au milieu des rues, elles entourent et gardent les magistrats qui sont séquestrés toute une nuit.
Le 13 mars, à Cambrai, Caroline Beaumé prend la tête de l'émeute en réaction contre un marchand de grain soupçonné d'accaparement ; elle est condamnée à mort par pendaison le 20 mai,.
Le 1er avril 1789, elles déclenchent également des violences dans la Sarthe à cause d'un manque d'approvisionnement en grain. Un maréchal déclare : « Sans les femmes, je pense que nous aurions pu faire entendre raison aux hommes; pour cela, j'avais à écarter le sexe, amis, voyant que pendant ma harangue la voiture était déjà à portée de vue, elles ont crié et passé malgré nos menaces, et ont déterminé les hommes à les seconder ».
Lors des journées des 5 et 6 octobre 1789, animées à la fois par la crainte de la contre-révolution et de la disette, elles sont les premières à se rendre à Versailles pour ramener de force le roi Louis XVI et sa femme Marie-Antoinette à Paris. La garde nationale, composée exclusivement d’hommes, ne se manifeste que dans l’après-midi.
Avant les journées du 31 mai et du 2 juin 1793, un député déclare « les femmes commenceront le mouvement ¬ (…)  les hommes viendront à l’appui des femmes ».
Malgré leur rôle actif dans les premières journées révolutionnaires, elles ne sont ni dans le peuple armé, c’est-à-dire la garde nationale, ni dans le peuple délibérant, c'est-à-dire l’assemblée sectionnaire. En outre, elles sont exclues des associations révolutionnaires qui dirigent les évènements.
Lors de la journée de Prairial an III (20 mai 1795), le soulèvement commence par les manifestations des femmes. Elles « battent le tambour » et entraînent un public d'abord plutôt réticent. Elles se moquent des autorités qui écrivent que celles-ci jouent « un rôle boutefeux », puis elles sont rejointes par les hommes à qui elles cèdent la place. Un policier note : « c’est principalement les femmes que l’on agite, lesquelles faisant passer toute leur frénésie dans l’esprit des hommes, les échauffent par leurs propos séditieux, et excitent la plus violente effervescence ». Mais, si le 20 mai est caractérisé par l’intervention des femmes, elles sont absentes des mouvements du lendemain : elles sont contraintes d’abandonner le devant de la scène et de s'effacer au profit de l’assemblée sectionnaire et de la garde nationale. Le 23 mai 1795, la Convention thermidorienne leur interdit de s’attrouper à plus de cinq personnes.

### Assemblée et organisations révolutionnaires: un rôle non reconnu mais actif

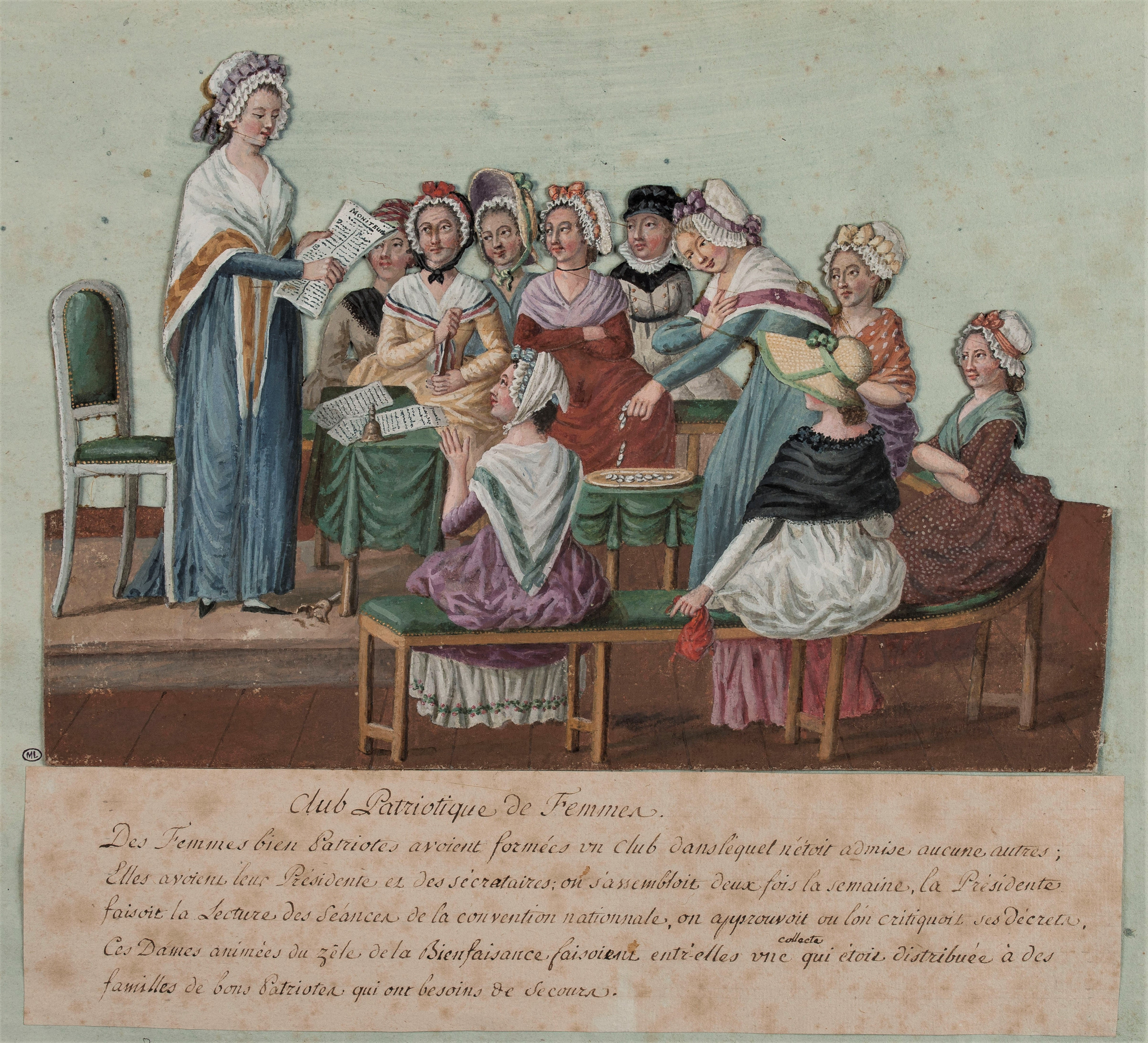
Club patriotique de femmes, gouache de Jean-Baptiste Lesueur, 1791, musée Carnavalet.

Les femmes sont, à l’époque, complètement exclues des assemblées politiques. Cela ne les empêche pas de se presser dans les tribunes ouvertes au public où elles sont en supériorité numérique et où on leur reproche leur rage à courir les assemblées. Elles crient, elles applaudissent, ce qui trouble bien souvent les débats et influence les législateurs.
Leur présence dans les tribunes montre qu’elles s’immiscent concrètement dans la vie politique. En effet, même si elles ne font pas partie de l’assemblée, et donc des législateurs, elles exercent une partie de la souveraineté puisqu'elles influencent les élus en prenant place dans la tribune politique.
Les femmes prenant place dans la tribune sont appelées « les tricoteuses ». Ce terme était, sous l’ancien régime, considéré comme une injure. En effet il faisait référence à une position sociale misérable et peu enviable. À partir de l’an II, soit 1793, on nommera ainsi les femmes qui veulent prendre part à la politique de la nation. Mais ce terme perd sa connotation péjorative puisque ces femmes qui peut-être tricotaient dans les tribunes n'en suivaient pas moins les débats avec attention. Exclues des organisations révolutionnaires, elles se regroupent en club, dans environ 30 villes. Dans les séances  qu'elles tiennent, elles lisent les lois ainsi que les journaux et animent des discussions autour de problèmes politiques locaux ou nationaux.
À partir de 1791 ces clubs se démocratisent et les femmes prennent une part active à la vie politique de leurs régions aux côtés des Jacobins.
À Paris, deux clubs se succèdent. Le premier se nomme la Société patriotique et de bienfaisance des Amies de la Vérité et prend place de 1791 à 1792. Ce club fut fondé par Etta Palm d'Aelders, s’intéressa à l’éducation des petites filles pauvres et réclama le droit au divorce ainsi que des droits politiques pour les femmes.
Vient ensuite le Club des Citoyennes Républicaines Révolutionnaires qui fonctionna du 10 mai au 30 octobre 1793. Ce club est composé de militantes populaires, de marchandes, de couturières et d'ouvrières. Il est proche de la sans-culotterie et intervient dans le conflit Gironde-Montagne ainsi que dans le débat politique de l’été 1793.
Dominique Godineau dénombre des clubs politiques féminins dans 35 villes et des clubs mixtes dans 17 autres ; ils sont inégalement répartis, remarquablement absents de régions royalistes comme l'Ouest, sauf un club de dames royalistes à Avranches, et la Provence.
Les clubs féminins sont interdits le 30 octobre 1793.

### Une revendication de souveraineté

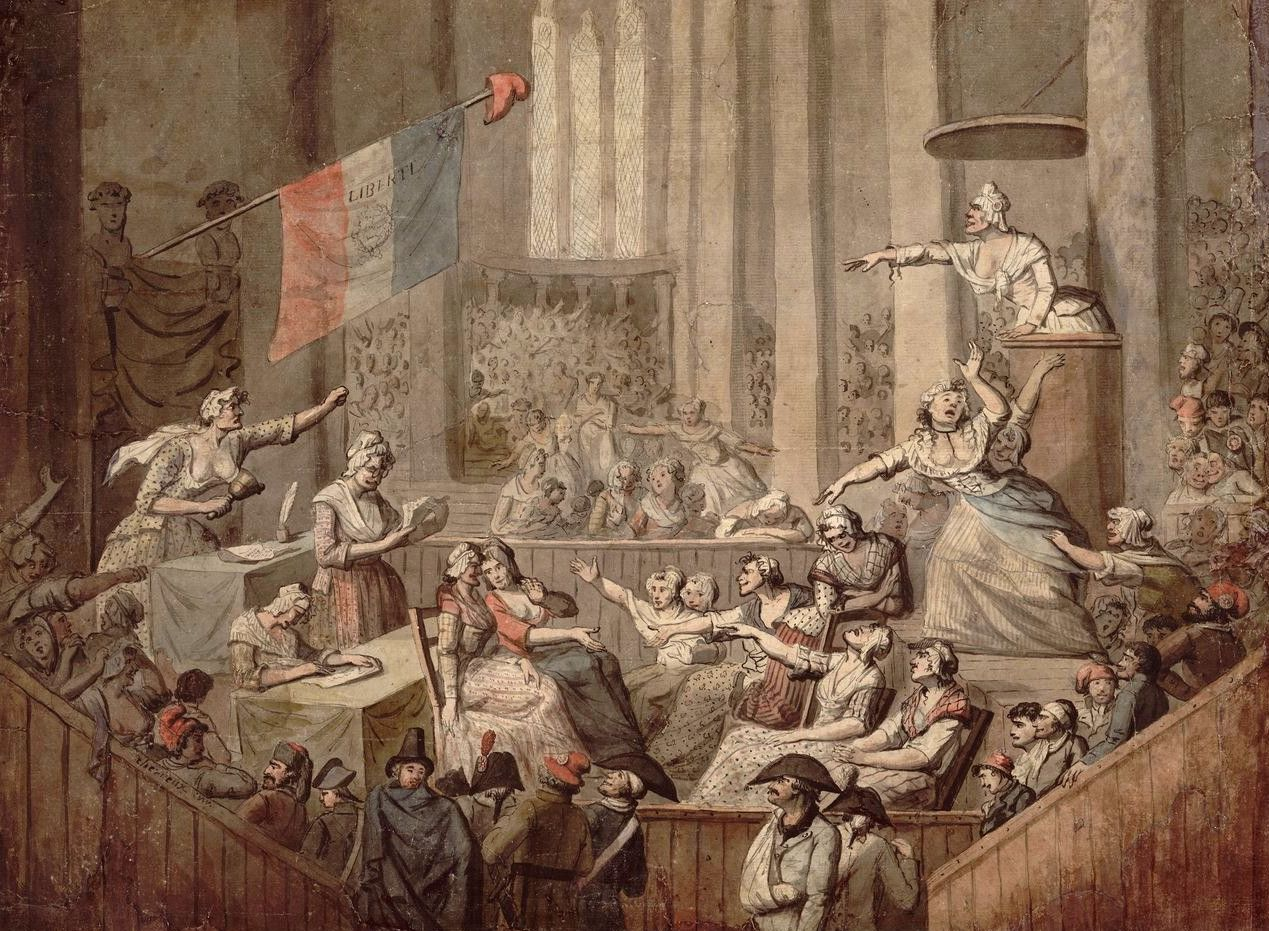
Club des femmes patriotes dans une église, dessin de Chérieux, 1793, Paris, BNF.

À partir de 1789, une partie des femmes revendique une participation à la vie politique. Elles diffusent des pétitions et des brochures, ce qui leur permet de sensibiliser un public assez nombreux. Elles font circuler ces écrits, qui ont subi une lecture préalable dans l’organisation révolutionnaire[Quoi ?]. Quand leurs revendications sont imprimées, elles sont criées dans les rues par les marchandes de journaux et achetées par les militantes qui ont pour rôle de les faire connaître.
Par exemple, le 6 mars 1792, Pauline Léon lit, à la barre de l’assemblé législative, une pétition signée par plus de 300 Parisiennes demandant le droit de faire partie des gardes nationaux. Pouvoir faire partie de l’armée est l’un des fondements de la citoyenneté, et donc accepter les femmes dans la garde nationale reviendrait à leur donner la citoyenneté. Le président de l’assemblée répond donc à cette lecture par le rappel des rôles, des tâches auxquelles est appelé chaque sexe.
La constitution du 24 juin 1793 est soumise au suffrage universel masculin. Les femmes, toujours animées par leur désir de participer à la vie politique, se réunissent et font le serment de faire connaître à la nation leur adhésion à cette Constitution. Pour cela elles en témoignent publiquement devant la Convention. Ce faisant, elles transforment un acte privé (leur adhésion à cette nouvelle Constitution dont elles ont été exclues) en un acte politique dont les initiateurs s’imposent dans le corps politique.
Très peu de députés sont favorables à un éventuel droit de vote des femmes comme Condorcet et les Girondins Jacques-Marie Rouzet et Pierre Guyomar.
En septembre 1793, la sans-culotterie féminine lance une campagne pour revendiquer le port de la cocarde tricolore par les femmes. Dans les rues s’opposent donc les femmes pour et contre cette nouvelle loi. Le club des Cordeliers reconnait, par exemple, que « les citoyennes qui partagent nos travaux doivent également partager cet avantage ». Inquiète par la tournure que prennent les évènements et par leur ampleur, la Convention accède à leur revendication le 21 septembre et promulgue la loi autorisant le port de la cocarde aux femmes. Or depuis 1789 la cocarde étant un symbole de la citoyenneté, ce décret remet en cause la question de son partage et pourrait évoluer vers un partage du pouvoir.

### Femmes dans la contre-révolution

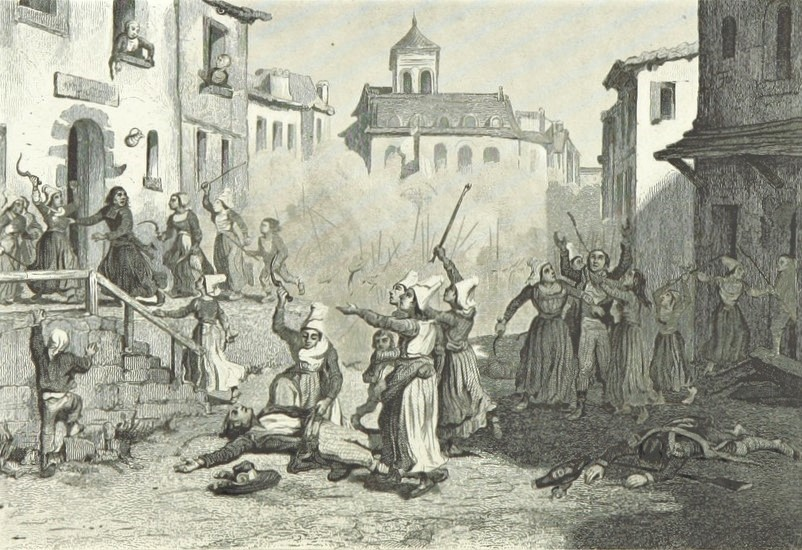
Soulèvement de Machecoul (Loire-Atlantique) : des paysannes royalistes participent au massacre d'un prêtre jureur et de citoyens républicains en mars 1793. Gravure d'Adolphe Pierre Leleux, 1845.

Si une partie des femmes s'engage dans le mouvement révolutionnaire, d'autres femmes, avec la même énergie, s'impliquent dans des activités considérées comme contre-révolutionnaires. La Constitution civile du clergé du 12 juillet 1790 rencontre une forte résistance dans une France très majoritairement catholique. Dans les campagnes, et plus rarement dans les villes, il arrive que les femmes s'attroupent pour s'opposer à l'entrée en fonction d'un prêtre jureur ayant prêté serment à la nouvelle loi. Plus tard, quand la déchristianisation prend la forme d'une persécution, des femmes soutiennent et abritent le clergé réfractaire. C'est surtout dans l'Ouest, dans la révolte vendéenne et la chouannerie, que de nombreuses femmes s'engagent aux côtés de la contre-révolution armée : elles y trouvent une reconnaissance qui leur est alors refusée dans les sociétés révolutionnaires. Beaucoup le paient de leur tête, guillotinées ou massacrées par les colonnes infernales. Les représentants révolutionnaires soulignent souvent le « fanatisme » des femmes et leur refus farouche des valeurs républicaines. D'autres femmes, de façon plus discrète, s'efforcent d'aider leurs parents prisonniers ou émigrés et de préserver leurs biens de la confiscation comme biens nationaux,,. L'application des lois de déchristianisation pose problème et beaucoup de municipalités souhaiteraient conserver au moins les services des sœurs de la Charité ou les sœurs de la Sagesse, appréciées comme enseignantes et infirmières,. Le conventionnel Joseph Lakanal réclame le développement d'un enseignement laïc pour les filles afin de les arracher à l'influence des religieuses réfractaires :

« Si les femmes avaient été éclairées, le fanatisme sacerdotal n’aurait pas écrit la Révolution en caractères de sang dans tant de cités infortunées, les bourreaux en étole eussent menacé la liberté d’un courroux impuissant. Rendons à cette intéressante portion de l’espèce humaine tous les droits à la gloire. »

## Les femmes et le droit civil

### Réforme des droits civils et patrimoniaux
La Révolution ne permet pas aux femmes d'obtenir des droits politiques. Elle entraîne cependant des changements importants, toujours à l'initiative de parlementaires et juristes masculins, dans leurs droits civils et patrimoniaux.
En raison de son caractère universel et individualiste, la Déclaration des droits de l'homme et du citoyen affirme l'égalité de principe entre la femme et l'homme au plan civil. Cela est vrai pour les femmes célibataires et majeures.
La constitution de septembre 1791 définit de façon identique l’accession à la majorité civile pour les hommes et les femmes. La femme peut donc témoigner dans les actes d’états civils et contracter librement des obligations (1792). Elle accède au partage des biens communaux avec la loi du 10 juin 1793 qui prévoit sa participation au vote et, dans le premier projet de code civil présenté par Cambacérès à la Convention en 1793, la mère a la même autorité parentale que le père.

### Droit à l'éducation

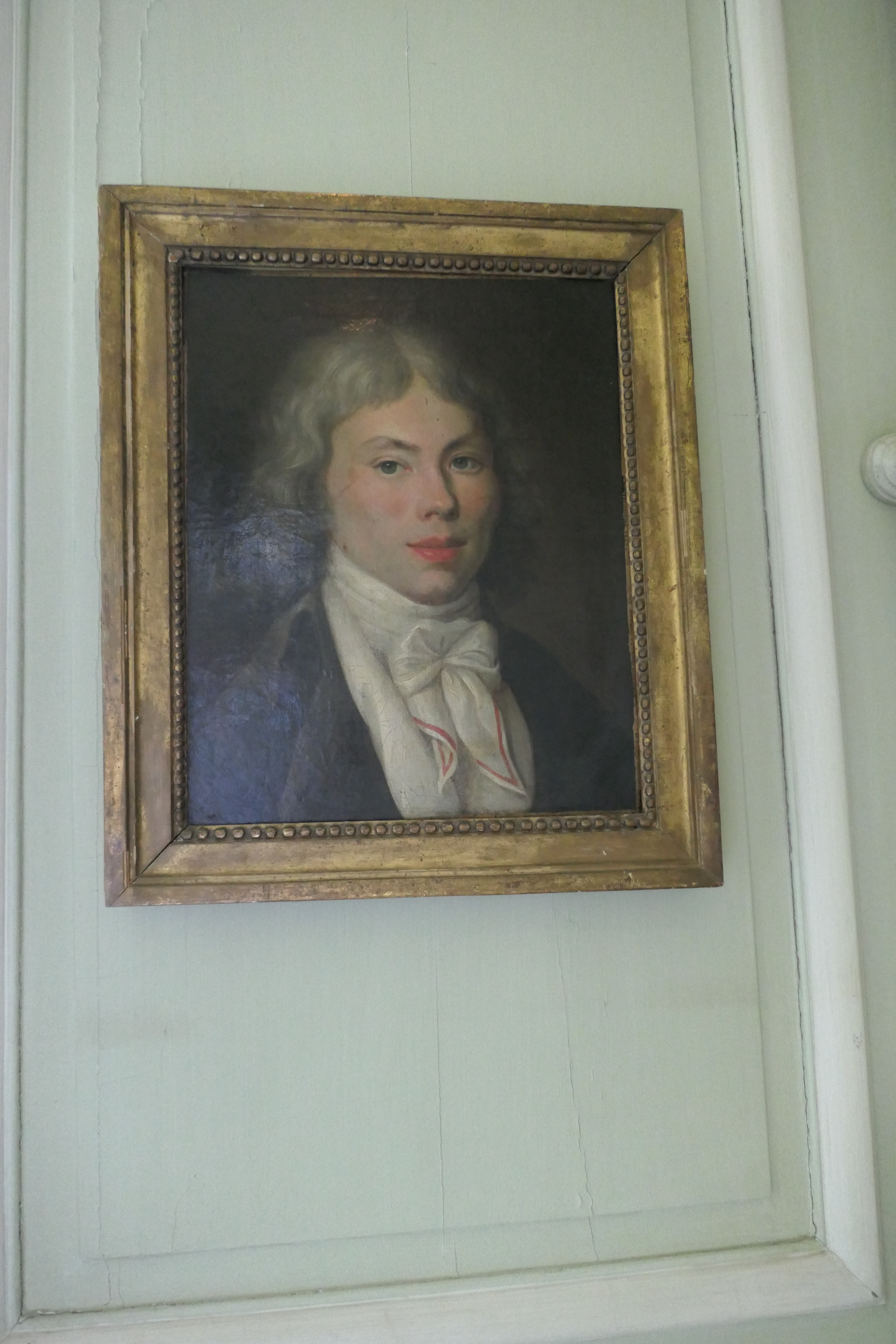
Charles-Maurice de Talleyrand-Périgord, évêque d'Autun et député à l'Assemblée constituante.

L'évêque constitutionnel Talleyrand, dans son Rapport sur l'instruction publique de septembre 1791, réaffirme le principe de la domination masculine :

« Une moitié du genre humain exclue l'autre de toute participation au gouvernement [...] ce sont là des phénomènes politiques qu'en principe abstrait il parait impossible d'expliquer. Mais [...] si l'exclusion des emplois publics prononcée contre les femmes est pour les deux sexes un moyen d'augmenter la somme de leur bonheur mutuel, c'est dès lors une loi que toutes les sociétés ont dues reconnaître et consacrer. [...] Il nous semble incontestable que le bonheur commun, surtout celui des femmes demande qu'elles n'aspirent point à l’exercice des droits et des fonctions politiques. [...] Et comment ne pas voir que le principe conservateur des Sociétés, qui a placé l'harmonie dans la division des pouvoirs a été révélé et comme exprimé par la nature lorsqu'elle a ainsi distribué aux deux sexes des fonctions si évidemment distinctes. Tenons nous-en là... »

Dans ces conditions, il est inutile et même dangereux qu'elles reçoivent une éducation trop poussée : elles pourraient, consent Talleyrand, aller à l'école jusqu'à l'âge de 8 ans « mais avant de quitter l'enfance, elles doivent s'en retirer et se refermer dans la maison paternelle […]. Ainsi prenant pour règle les termes de la Constitution, nous recommanderons pour les femmes l'éducation domestique, comme la plus propre à les préparer aux vertus qu'il leur importe d’acquérir ».

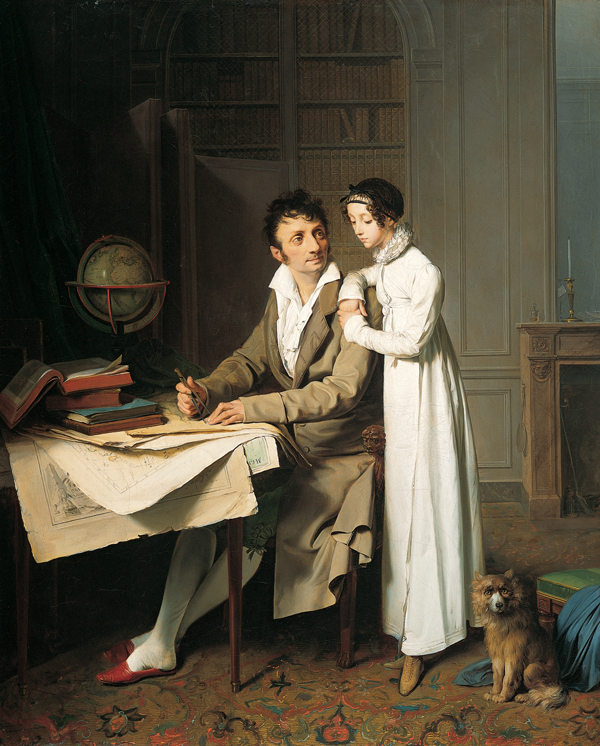
La leçon de géographie, toile de Louis-Léopold Boilly, 1812.

Pour Talleyrand, l'exclusion des femmes de la vie politique repose sur une exception féminine qui tient à leur nature qu'il faut respecter et y arrimer solidement le nouvel état de droit, ce qu'Élisabeth Guibert-Sledziewski explique ainsi : « Pensée comme l'effet d'une disposition naturelle, l'exclusion politique des femmes est légitime ».
Pierre Daunou, dans un Plan d'éducation qu'il présente à l'Assemblée en 1790, recommande la création d'au moins une école primaire gratuite par village, comprenant une classe de filles avec une institutrice, enseignant à lire, écrire, compter et de solides notions de morale ; les locaux doivent être spacieux, propres, environnés de verdure, et le recours aux punitions doit être proscrit. Condorcet, qui s'était prononcé en 1790 en faveur de la citoyenneté féminine, est aussi partisan d'une éducation égale pour les filles, pour les préparer à leur rôle de futures épouses et mères mais aussi de futures citoyennes. Le Montagnard Gilbert Romme, reprenant en partie l'argumentation de Condorcet dans un rapport du 20 décembre 1792, affirme que l'éducation des femmes est socialement nécessaire : 

« Elles ne doivent pas être étrangères aux vertus sociales, puisque, outre qu’elles en ont besoin pour elles-mêmes, elles peuvent les développer ou les fortifier dans le cœur de l’homme. Si dans l’ordre naturel et social, l’homme est appelé à exécuter et agir, la femme, par une influence impérieuse et nécessaire, est appelée à imprimer à la volonté une impulsion plus forte et plus véhémente. »

Plusieurs députés, en bons disciples de Jean-Jacques Rousseau, demandent que l'éducation rende les jeunes femmes saines et robustes, capable d'« enfanter un peuple de héros » et d'instruire leurs enfants dans les vertus républicaines. Ils préconisent l'arrêt du recours aux nourrices, qui permettait aux femmes riches d'échapper à leur devoir social, et l'interdiction d'artifices de toilette comme le corset, aussi nuisibles à la santé qu'aux bonnes mœurs. Un député, Léonard Bourdon, demande que toute institutrice soit formée dans la pratique de sage-femme.
Le Comité d'instruction publique est désigné par la Convention le 13 octobre 1792 ; son travail aboutit à un projet de loi présenté par Daunou le 15 octobre 1795 et qui prévoit la généralisation de l'école publique avec des instituteurs et institutrices payés par l'État.

### Le mariage civil et le droit au divorce
Juste avant de se séparer, par un décret du 20 septembre 1792, l'assemblée législative instaure le mariage civil, ce qui lève la plupart des empêchements religieux au mariage, et autorise le divorce.
Cette législation est exceptionnelle par rapport à l'ensemble des dispositions en vigueur dans l’Europe de la fin du XVIIIe siècle. Elle peut paraître surprenante, compte tenu des positions prises par ailleurs sur le statut social des femmes. En fait, le législateur de 1792 n'a pas la préoccupation de l'émancipation des femmes, il tire simplement les conséquences de l'article 7 du titre II de la Constitution de 1791 (« La loi ne considère le mariage que comme contrat civil. - Le Pouvoir législatif établira pour tous les habitants, sans distinction, le mode par lequel les naissances, mariages et décès seront constatés et il désignera les officiers publics qui en recevront et conserveront les actes »).
La nouvelle législation maintient le principe de l'autorité maritale. La femme mariée reste « sous la puissance » de son mari, qui l'autorise pour tous les actes de la vie courante. Rien ne changera sur ce domaine et le Code civil réaffirmera avec force leur état de subordination. Cependant, les droits de correction de la femme mariée et de répression de l'adultère que reconnaissaient les pratiques d'Ancien Régime sont passés sous silence dans le Code pénal de 1791 : par une sorte d'accord tacite, la question ne sera même pas évoquée dans les débats. L'attitude de la quasi-totalité des parlementaires depuis les États généraux ne permet qu'une évolution limitée dans les droits reconnus aux femmes. Pour preuve, la loi du même jour sur l'état civil subordonne au seul consentement du père le mariage des enfants mineurs.
Le droit au divorce, dont les femmes feront un usage plus fréquent que les hommes, ne concerne toutefois que quelques milliers d'entre elles. La plupart resteront dans leur rôle d'épouse et de mère, sous la domination acceptée de leur mari.
Cette législation du divorce sera rapportée par la loi du 8 mai 1816. Désormais les époux n'ont plus d'autres recours que les causes de nullité du mariage ou la séparation de corps pour "injure graves". Le divorce ne sera rétabli qu'en 1884 à l'initiative d'Alfred Naquet.

## Critique conservatrice des nouveaux droits des femmes
Pour une majorité d'hommes, en particulier mais pas uniquement pour les monarchistes, le pouvoir ne peut pas se partager entre les deux sexes car cela entraînerait une société déstabilisée par la confusion des sexes et engendrerait inévitablement le chaos.
Dix ans après les lois révolutionnaires, le Conseil d’État napoléonien déplore que la Révolution ait donné aux femmes de mauvaises habitudes, qu’elle ait ruiné l’autorité du mari. Ainsi le 27 septembre 1801, Portalis insiste sur le fait  que la soumission des épouses ne doit pas être entendue comme un fait politique mais comme leur vraie nature.
Le théoricien monarchiste Bonald accuse les révolutionnaires d’avoir ruiné la société naturelle où la femme est présentée comme un sujet et l’homme comme détenteur légitime du pouvoir. Par le terme sujet, on entend un être incapable d’autonomie, incapable de décider pour lui-même et les autres. L’homme qui laisse une liberté à sa femme manque donc à ses devoirs naturels envers Dieu et envers l’État.
Bonald n’est pas le seul à penser ainsi. Le député libéral anglais Edmund Burke écrit en 1796 que la révolution a créé « un système de mœurs le plus licencieux, le plus dépravé et en même temps le plus grossier, le plus sauvage et le plus féroce » qui puisse exister. Burke ajoute : « On dit que les femmes avaient été trop longtemps sous le joug des maris, il est inutile de m’étendre sur les suites funestes que peut avoir une loi qui ôte la moitié de notre espèce de dessous la protection de l’autre moitié ». Selon Burke, cela serait une suite funeste pour la paix des ménages mais également pour l’ensemble du corps social.

## Quelques personnalités défendant les droits des femmes

### Olympe de Gouges

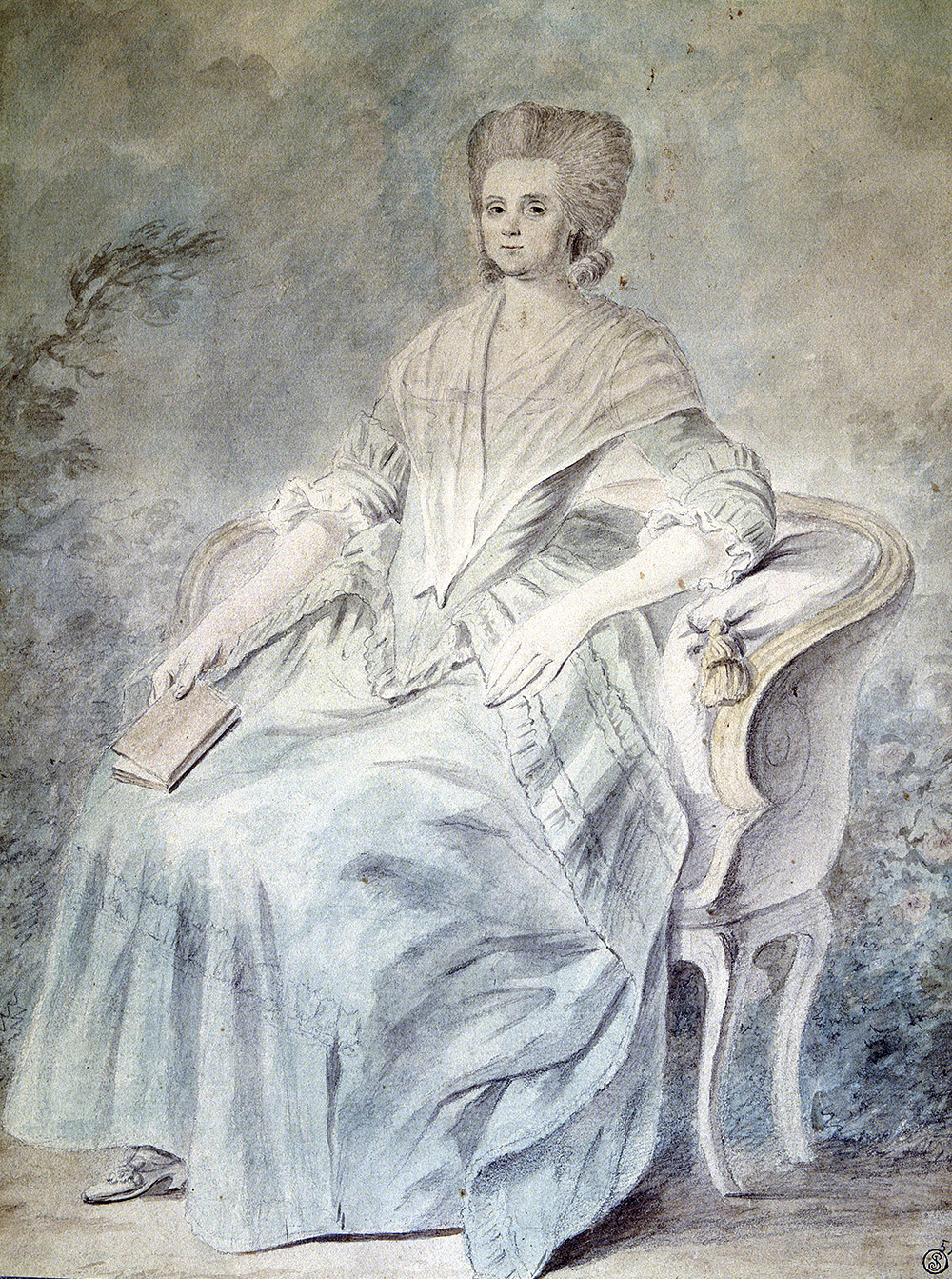
Portrait d’Olympe de Gouges.

Olympe de Gouges, de son vrai nom Marie Gouze, est née à Montauban le 7 mai 1748. Elle fut mariée à 18 ans. Son mari mourut peu de temps après qu’elle eut donné naissance à leur fils.
De ce mariage, elle garde une grande déception. Le mariage était pensé comme un moyen d’accéder au bonheur, or son expérience ne lui en avait pas apporté. Elle refuse donc de se remarier. De plus, être veuve à cette époque était une condition sociale confortable. C’était la seule manière pour une femme de garder une autonomie financière puisque quand elle se mariait elle passait de la tutelle de son père à celle de son mari. Elle utilise donc son autonomie financière en s’installant à Paris. À partir de 1770, elle devient autodidacte. Elle se cultive, lit beaucoup, dirige une compagnie de théâtre, et se montre très active politiquement. Elle écrit de nombreuses brochures, des billets dans lesquels elle soutient la cause de toutes les catégories opprimées et oubliées ; elle demande la légalisation du divorce. Mais ses demandes ne sont pas prises au sérieux. Son sexe fait obstacle à sa crédibilité.
La plupart des projets qu’elle soumet sont liés à la condition des femmes. Sa grande œuvre est la Déclaration des droits de la femme et de la citoyenne (1791), dans laquelle elle revendique que la femme soit libre et égale aux hommes en droits. Elle démontre que la nation est composée par les femmes autant que par les hommes. Elle affirme que l’homme est le seul être vivant qui cherche à asservir sa compagne, que l'homme est un despote qui n'a pour seul but que d’étendre son empire. Alors que, selon elle, la femme est supérieure à l'homme en beauté comme en courage. Ces affirmations sont une réponse à la Déclaration des Droits de l’Homme et du Citoyen de 1789, dans laquelle les femmes sont oubliées, mises de côté.
En 1793, Olympe de Gouges est guillotinée sous le régime de la terreur.
Dans les années 1970, elle devient pour les Américaines un précurseur du féminisme.

### Mary Wollstonecraft

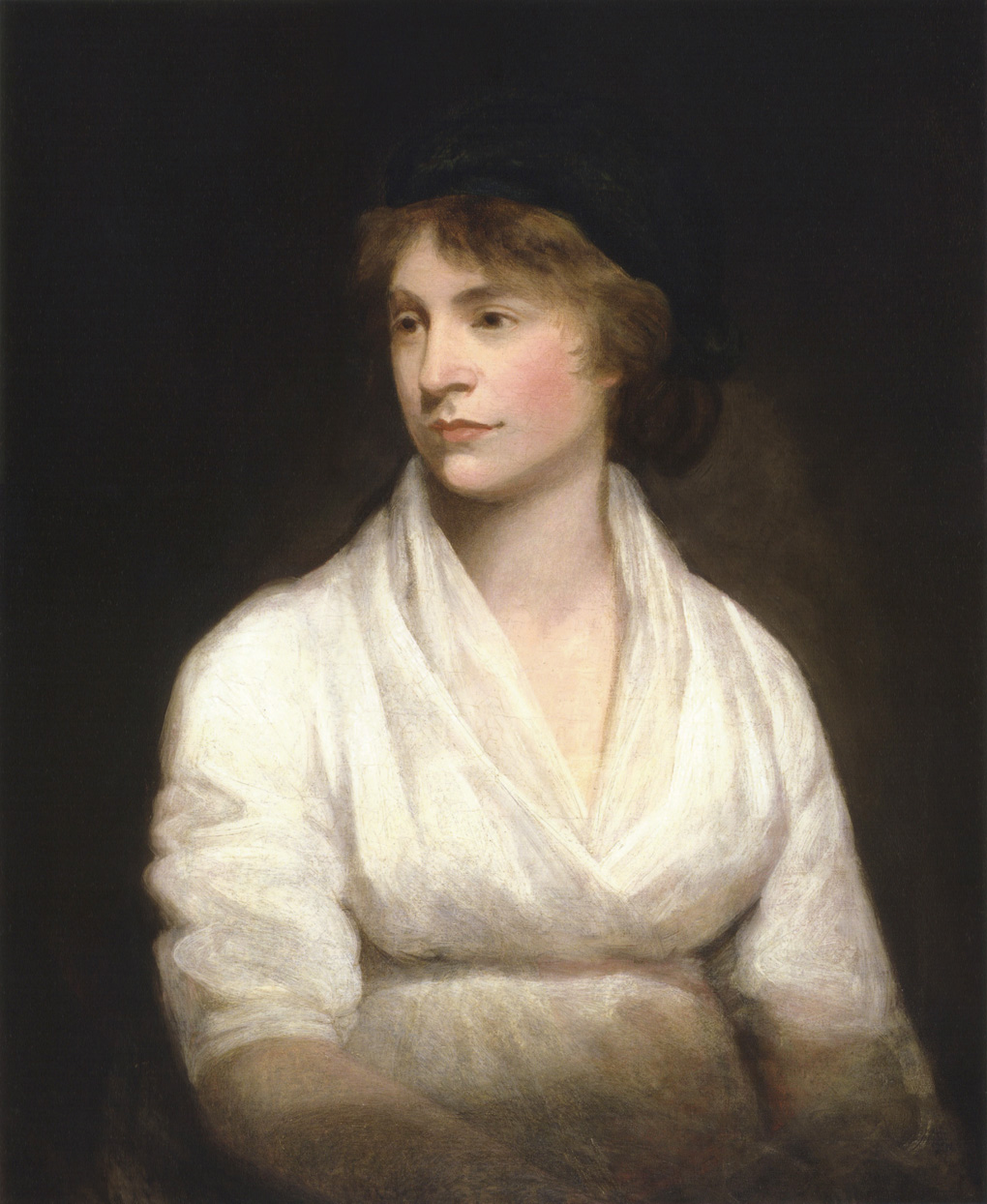
Portrait de Mary Wollstonecraft.

Mary Wollstonecraft est née le 27 avril 1759 à Spitalfields, un quartier du Grand Londres. Comme Olympe de Gouges, elle défend les droits des femmes.
Après avoir vécu une enfance difficile avec un père violent, elle quitte le domicile familial et entre en qualité de gouvernante au service d'une famille anglaise expatriée en Irlande. Ceci lui permet de constater que les femmes cultivées mais pauvres n’ont aucun moyen de travailler quels que soient leurs savoirs. Frustrée, elle le dénoncera dans un chapitre de Pensées sur l'éducation des filles qu’elle nommera « Situation malheureuse des personnes de sexe féminin, ayant reçu une bonne éducation et laissées sans fortune ». À la suite de cela, elle décide de quitter son rôle de gouvernante et retourne à Londres où elle se cultive, apprends le français et l’allemand, et publie des critiques littéraires.
Ses deux plus grands écrits sont A Vindication of the Rights of Men écrit en 1790 et A Vindication of the Rights of Woman écrit deux ans plus tard.
Le premier est une réponse à Burke qui écrit la même année Reflections on the French Révolution in France, dans lequel il défend la monarchie constitutionnelle britannique, l'aristocratie et l'Église d'Angleterre. A Vindication of the Rights of Men s’attaque au contraire à l’aristocratie et défend la République. Dans cet écrit elle reprend également les arguments que tenait Burke à l’égard des femmes dans un autre ouvrage[Lequel ?] et les tourne en dérision.
Cet écrit est considéré comme son premier ouvrage féministe et la met en lumière.
Dans son deuxième ouvrage, Mary Wollstonecraft  affirme que les femmes ont un rôle primordial dans la société. Elle concède que la plupart des femmes sont inintelligentes mais elle explique que cela n'est pas dû à leur nature profonde mais tout simplement au manque d’éducation dont elles sont victimes à cause des hommes. Elle dénonce le fait que dès leur plus jeune âge les filles ne sont admirées que pour leur beauté. Si on les éduquait, elles pourraient enfin sortir de cette sphère infernale.
A Vindication of the Rights of Woman est l'un des premiers ouvrages de philosophie féministe.
Elle écrit plusieurs autres romans défendant la cause des femmes, et meurt le 10 septembre 1797.

#### Ouvrages généraux
- Philippe Ariès et Georges Duby, Histoire de la vie privée, Perront Michelle, Paris, 1987, Le Seuil, Tome 5 de la Révolution à la Grande Guerre, 636 p.
- Christian Bret et Irène Théry, La famille, la loi, l'État de la Révolution au code civil. Imprimerie national et centre Georges Pompidou, Paris, 1989.
- Jacques Dupâquier, Histoire de la population française, PUF, Paris, 1988, Quadriges, tome 3, de 1789 à 1914.
- Christine Fauré (dir),  Encyclopédie politique et historique des femmes, PUF, Paris, 1997.
- Geneviève Fraisse et Michelle Perrot (dir),  Histoire des femmes, Plon, Eure, 1997.
- Michelle Perrot, Une histoire de la femme est-elle possible ?, Perrot Michelle, Marseille- Paris, 1984, Rivages, 227 p.
- Catherine Marand-Fouquet, La femme au temps de la Révolution, Stock, 1989.
- Christine Le Bozec, Les femmes et la Révolution 1770-1830, Passés/Composés, 2019.

#### Ouvrages et articles spécialisés
- Marie-France Brive (éd.), Les Femmes et la Révolution française, vol. 1 : Modes d'action et d'expression, nouveaux droits, nouveaux devoirs : actes du colloque international, 12-13-14 avril 1989, Toulouse, Presses universitaires du Mirail, 1989, 525 p. (ISBN 2-85816-116-X).
- Marie-France Brive (éd.), Les Femmes et la Révolution française, vol. 2 : L'individuel et le social, apparitions et représentations : actes du colloque international, 12-13-14 avril 1989, Toulouse, Presses universitaires du Mirail, 1990, 409 p. (ISBN 2-85816-131-3).
- Marie-France Brive (éd.), Les Femmes et la Révolution française, vol. 3 : L'effet 89 : actes du colloque international, 12-13-14 avril 1989, Toulouse, Presses universitaires du Mirail, 1991, 479 p. (ISBN 2-85816-132-1).
- Paule-Marie Duhet, Les femmes et la Révolution, Gallimard, Paris, 1973, Les Archives. Première parution en 1971.
- Geneviève Fraisse (ed),  Opinions des femmes, de la veille au lendemain de la Révolution Française, Coté femmes, Paris, 1989, 1789 Révolution Française/1989 Bicentenaire.
- Caroline Fayolle, Former la « femme nouvelle », La Révolution française, 6/2014
- Dominique Godineau, Citoyennes tricoteuses : les femmes du peuple à Paris pendant la Révolution française, Aix-en-Provence, Alinéa, coll. « Femmes et Révolution », 1988, 432 p. (ISBN 2-904631-53-4, présentation en ligne). Réédition : Dominique Godineau, Citoyennes tricoteuses : les femmes du peuple à Paris pendant la Révolution française, Paris, Perrin, coll. « Pour l'histoire », 2004, 416 p. (ISBN 2-262-02257-7, présentation en ligne), [présentation en ligne].
- Maria Goupil-Travert (préf. Sylvie Steinberg), Braves combattantes, humbles héroïnes : trajectoires et mémoires des engagées volontaires de la Révolution et de l'Empire, Rennes, Presses universitaires de Rennes, coll. « Mnémosyne », 2021, 211 p. (ISBN 978-2-7535-8173-9, présentation en ligne).
- René Grevet, L'Avènement de l'école publique en France (1789-1835), Presses universitaires du Septentrion, 2001
- Jacques Guilhaumou et Martine Lapied, « Les femmes actrices ou victimes de la Terreur ? Surveillance et répression dans le Sud-Est », dans Michel Biard (dir.), Les politiques de la Terreur, 1793-1794 : actes du colloque international de Rouen, 11-13 janvier 2007, Rennes / Paris, Presses universitaires de Rennes / Société des études robespierristes, coll. « Histoire », 2008, 484 p. (ISBN 978-2-7535-0601-5 et 978-2-908327-67-0, DOI 10.4000/books.pur.4461), p. 171-182.
- (en) Olwen Hufton, Women in Revolution 1789-1796, Past and Present 53, 1971, p. 90-108. By permission of Oxford University Press.
- Lynn Hunt (dir), L'axe masculin / féminin dans le discours révolutionnaire dans la Révolution Française et le processus de la socialisation de l'homme moderne. Acte de Colloque de Rouen du 13 au 15 octobre 1988 IRED Université de Rouen, Messidor, Paris, 1985.
- (en) Joan Landes, Women and the public sphere in the age of French Revolution, Reprint, Ithaca-Londres, 1988.
- Martine Lapied, « Peut-on considérer les femmes comme une minorité politique ? », dans Christine Peyrard (dir.), Minorités politiques en Révolution, 1789-1799, Aix-en-Provence, Publications de l'Université de Provence, coll. « Le temps de l'histoire », 2007, 208 p. (ISBN 978-2-85399-675-4, lire en ligne), p. 129-141.
- Solenn Mabo, « Les citoyennes, les contre-révolutionnaires et les autres : participations, engagements et rapports de genre dans la Révolution française en Bretagne », Histoire, Université Rennes 2, 2019, français, NNT : 2019REN20034, Tel-02569441.
- Jean-Clément Martin, « Femmes et guerre civile, l'exemple de la Vendée, 1793-1796 », Clio. Histoire‚ femmes et sociétés, 5 | 1997
- Jean-Clément Martin, « Travestissements, impostures et la communauté historienne : à propos des femmes soldats de la Révolution et de l'Empire », Politix, no 74,‎ 2006, p. 31-48 (lire en ligne).
- Jean-Clément Martin, La révolte brisée : femmes dans la Révolution française et l'Empire, Paris, Armand Colin, 2008, 272 p. (ISBN 978-2-200-34626-3, présentation en ligne), [présentation en ligne].
- Jean-Clément Martin, « De la violence des femmes pendant la période révolutionnaire : un paradoxe persistant », dans Coline Cardi et Geneviève Pruvost (dir.), Penser la violence des femmes, Paris, La Découverte, 2012, 441 p. (ISBN 978-2-7071-7296-9), p. 95-184.
- Martial Poirson (dir.), Amazones de la Révolution : des femmes dans la tourmente de 1789, Gourcuff Gradenigo, 2016.
- Annette Rosa, Citoyennes : Les Femmes et la Révolution Française, Messidor, Paris, 1989.